# Vía Apia

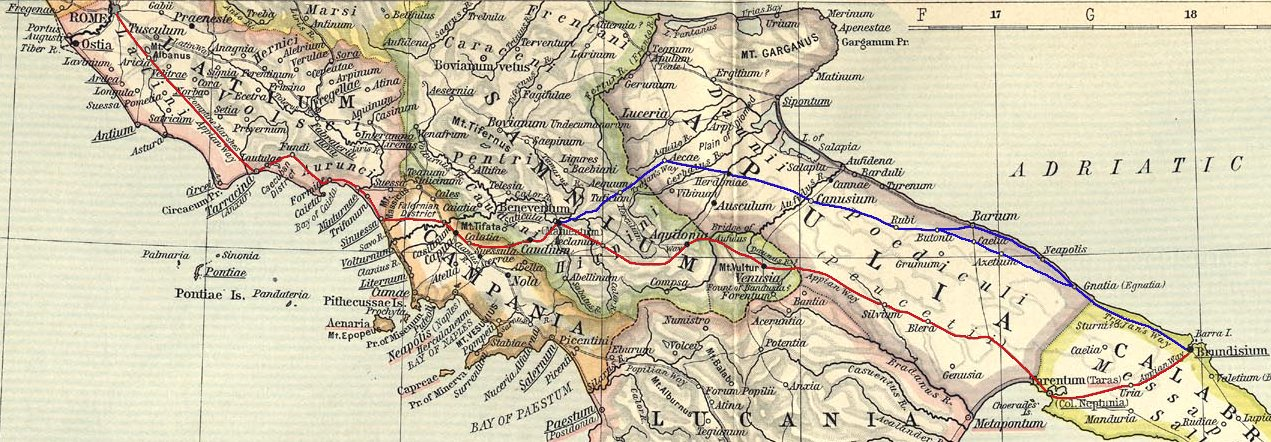
Recorrido de la Vía Apia: en rojo la Appia Antica; en azul, la Appia Traiana.

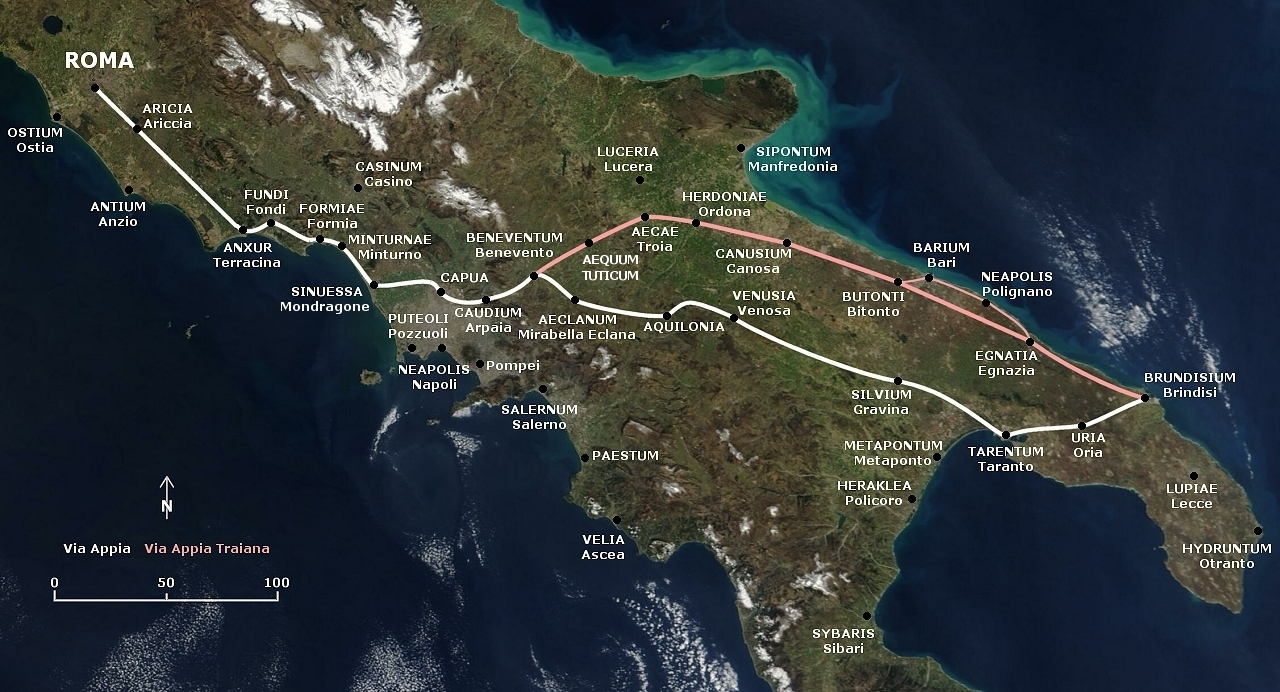
Itinerario bifurcado de la Vía Apia.

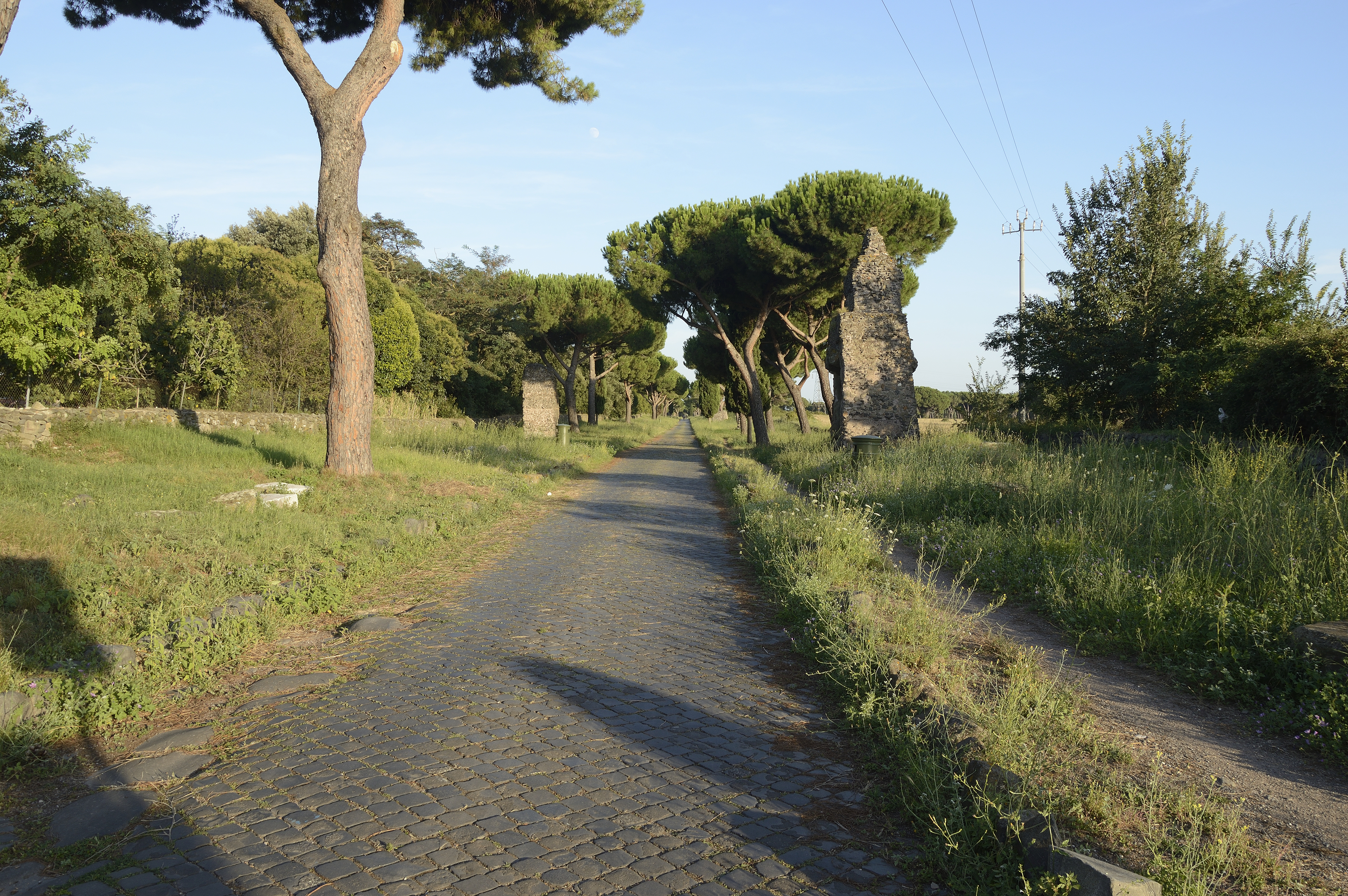
Tramo de la Vía Apia en su estado actual en Roma, Italia.

La Vía Apia (en latín: Via Appia) fue una de las más importantes calzadas de la antigua Roma que unía a dicha ciudad con Brindisi, el más importante puerto comercial con el Mediterráneo oriental y Oriente Medio. Estacio describió su importancia (Sylvae, 2.2) al describirla por su nombre común:

“APPIA LONGARUM TERITUR REGINA VIARUM”
(La vía Apia es conocida comúnmente como la reina de las grandes calzadas romanas)

Los romanos se dieron cuenta de la nobleza inherente del camino imbuido por las circunstancias y el método de su construcción, y su utilidad a la República romana. La vía Apia era el paradigma de todos los caminos romanos subsecuentes. Se convirtió en el mismo símbolo de la República, trayendo consigo estabilidad, paz y libertad a la gente del Imperio, por lo menos en sus ideales. El historiador romano más influyente, Tito Livio, que no era originario de Roma, tomó ese punto de vista.

## La necesidad de una calzada

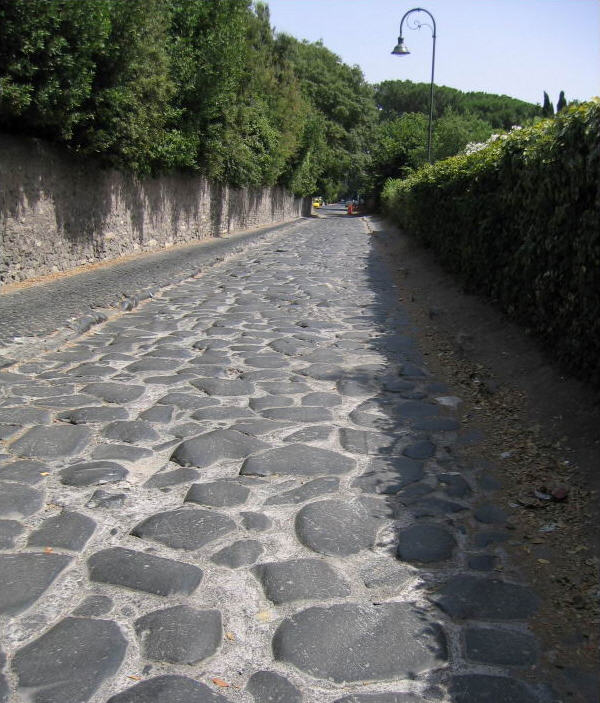
Tramo de la Vía Apia en las cercanías de Roma, Italia.

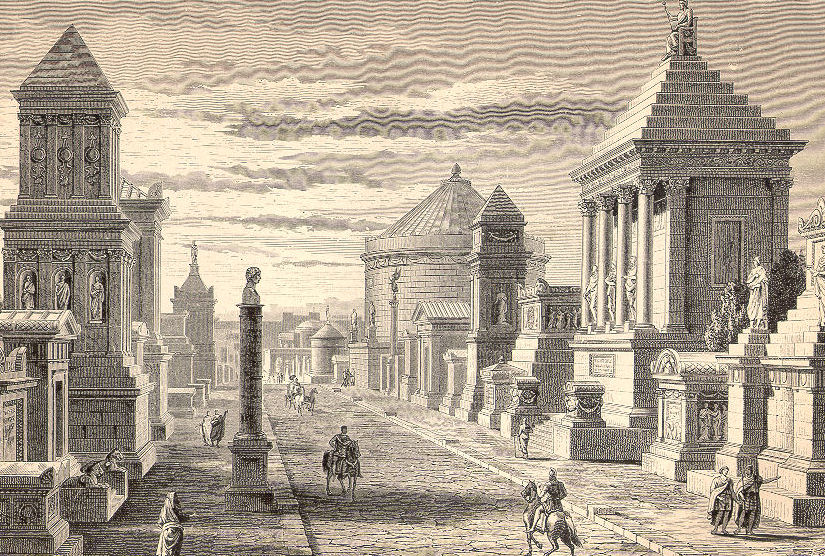
Grabado de una vista estilizada de la Vía Apia en Roma, Italia.

El éxito del ejército romano dependía del uso de bases estratégicas para prepararse para el combate y reponerse después de este. Estas permitían que el ejército romano contase con un número grande de tropas en el campo listas para atacar al enemigo. Durante los últimos años de la República romana los romanos se convirtieron en los amos del arte del abastecimiento de tropas, no así durante los tiempos del censor Apio Claudio.

### Los samnitas
Desde tiempos muy remotos, Roma tenía en su mirada a los pueblos de Campania, que, al igual que ellos, descendían de los etruscos. Las guerras samnitas fueron instigadas por los samnitas cuando los romanos trataron de aliarse con Capua. Los itálicos de Latium ya habían sido subyugados desde mucho tiempo y habían sido incorporados al estado romano. Fueron los causantes del cambio de Roma de un gobierno etrusco a uno itálico.
Existían poblaciones densas independientes de samnitas en las montañas al norte de Capua, situada al norte de la entonces ciudad griega de Nápoles. Alrededor de 343 a. C. Roma y Capua trataron de establecer una alianza, como el primer paso para unirse. Los samnitas reaccionaron con una fuerza militar que produjo las llamadas guerras samnitas.

### Los Pantanos Pontinos
Entre Capua y Roma estaban situados los pantanos Pontinos (Pomptinae paludes), un pantano palúdico. Existía un camino costero que conducía desde Ostium (Ostia), en la boca del Tíber, hasta Neápolis. La vía Latina seguía un curso más antiguo a los pies de las colinas del Monte Laziali y los Lepinos, cuyas cumbres son visibles desde el antiguo pantano.
Durante la primera guerra samnita (343-341 a. C.) los romanos se dieron cuenta de que no podían reabastecer sus tropas en el campo de batalla contra los samnitas a través del pantano. No se sabe cuáles fueron las batallas, pero no se duda que los romanos no salieron victoriosos en estas. La revuelta de la liga latina también produjo un drenaje de recursos romanos aún mayor y esto causó que los romanos abandonaran la alianza.

### Colonización al sureste
Los romanos esperaban mientras se llegaba a una solución, la cual se dio en la forma del establecimiento de una colonia, o sea, un establecimiento de romanos que mantendrían una presencia permanente en el área deseada. La segunda guerra samnita (327 a. C.-304 a. C.) estalló cuando los romanos trataron de establecer una colonia en Calès en 334 a. C. y de nuevo en Fregellae en 328 a. C. al otro lado de los pantanos. Después de la derrota de los griegos de Tarento por los samnitas, estos últimos se convirtieron en una gran fuerza militar, ocuparon Nápoles para asegurarse de su alianza. Los napolitanos hicieron una llamada a Roma, que envió un ejército que logró expeler a los samnitas de Nápoles. La batalla por la Campania fue el resultado directo de la acción que Roma había tomado en contra de los samnitas en Nápoles.
No obstante, las colonias no fueron la respuesta al confrontamiento entre los samnitas y los romanos. En 321 a. C. los samnitas capturaron un ejército romano en las montañas al norte de Capua en un lugar llamado Cadium (Caudio). Durante la llamada batalla de las Horcas Caudinas los romanos se vieron atrapados sin abastecimientos, especialmente sin agua, hasta que el Senado romano pagó a los samnitas a cambio de un tratado que los romanos consideraban humillante, que les obligaba a entregar a rehenes y a abandonar las colonias que habían establecido.
El tratado entre los romanos y los samnitas duró cinco años y durante este tiempo, Roma se dedicó a derrotar a las tribus itálicas alrededor de los samnitas. En 316 a. C. al expirarse el tratado, los samnitas se unieron a la guerra de los itálicos contra los romanos, quienes sufrieron una gran derrota en la batalla de Lautulae en 315 a. C. Ya para 312 a. C. la situación contra los romanos era desesperante, y aún más desesperante cuando en 311 a. C., los etruscos en Etruria y Campania se unieron a los samnitas.

## Apio Claudio Caecus

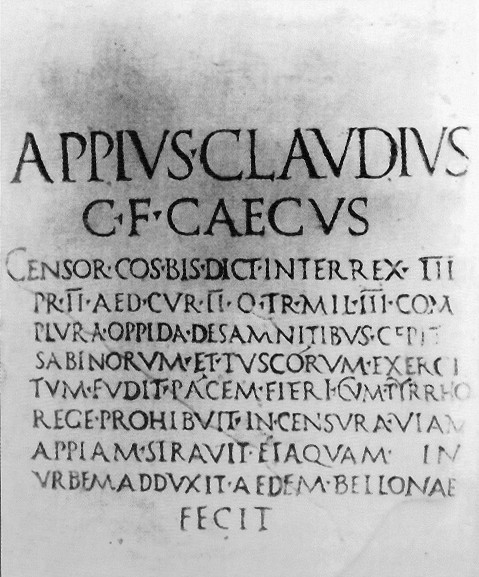
Placa conmemorativa de Apio Claudio el Ciego, Museo de la Civilización Romana; Roma, Italia.

Apio Claudio el Censor o Apio Claudio Caecus (o sea el ciego) fue elegido censor romano en el año 312 a. C. y ascendía de la gens Claudia (algunas de sus ramas también se conocieron como Clodia después de él) que eran patricios descendientes de las sabinas que habían sido raptadas durante la historia temprana de Roma.
Se le había dado el nombre de su ancestro fundador de la gens. Era un populista, un abogado de la gente común, quien no esperó a que otros realizaran el trabajo del estado que necesitaba ser hecho. Un hombre perspicaz, en los años de éxito se dijo que había perdido su visión (en sentido figurado) por lo cual adquirió el apodo de caecus, ciego.” 
Sin esperar a que lo solicitaran, Apio Claudio comenzó los trabajos para solucionar los problemas de suministro. Un acueducto que asegurara el suministro de agua a la ciudad de Roma.

## Construcción de la calzada

### Entre Roma y el lago Albano

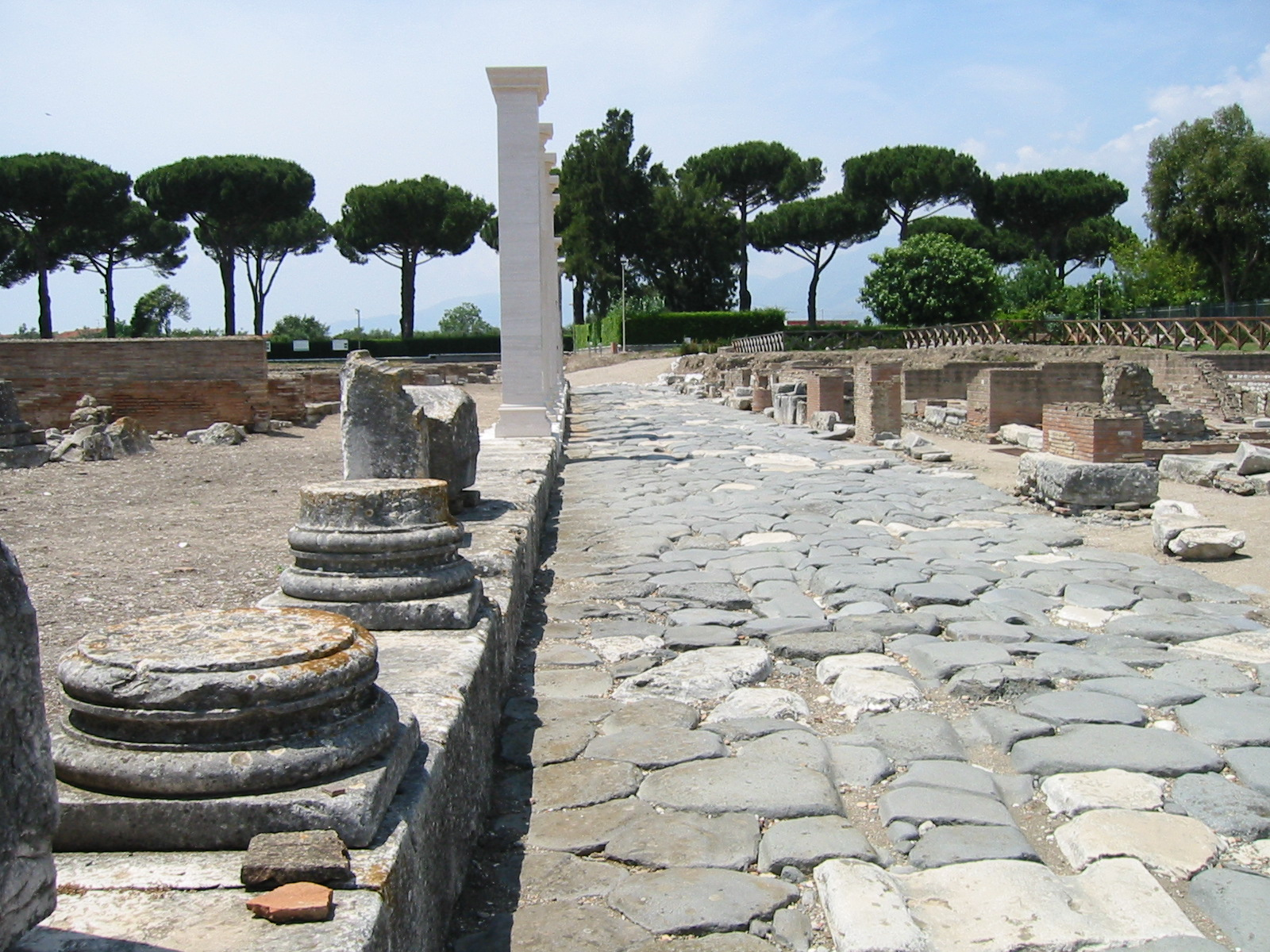
Tramo de la Vía Apia en Minturno, Italia.

La calzada empezaba en el foro romano y continuaba a través de la muralla serviana hasta la puerta Capena, seguía por el clivus Martis (colina de Marte) y salía de la ciudad. Este tramo del camino requirió que los ingenieros usaran parte de la vía Latina, y siglos después durante la construcción de la muralla de Aureliano, se necesitó construir otra puerta, llamada la puerta Apia.
En las afueras de Roma, la nueva vía Apia continuaba a través de suburbios de la clase media a lo largo de la vía Norba, la antigua calzada hacia las colinas albanas en donde se encontraba la ciudad de Norba. En esos tiempos la calzada era una vía glarea, de gravilla. Los romanos construyeron una calzada de calidad con capas de piedra y cemento sobre una capa de gravilla, con canales de drenaje a ambos lados, muros de contención y andenes para transeúntes. Se cree que la vía Apia fue la primera calzada romana cuya construcción incluyó cemento de cal, además de piedra volcánica. La superficie de la calzada era tal que se consideraba tan lisa que no se podía distinguir las junturas. La sección de la época romana todavía existe y está flanqueada por monumentos de todos los períodos, aunque el cemento ha desaparecido de las junturas dejando a su vez una superficie áspera.

### A través de los Pantanos Pontinos
La calzada no concede nada a las colinas albanas, sino que sigue a través de ellas, aun con cuestas inclinadas. Después pasa por los pantanos pontinos. Aquí, una calzada elevada de casi 30 kilómetros de largo atraviesa los pantanos de aguas estancadas y apestosas en una región separada del mar por unas dunas de arena. Apio Claudio planificó el drenaje de los pantanos siguiendo el ejemplo de antecesores, pero él también fracasó en su intento. La calzada elevada y sus puentes requirieron de constantes reparaciones y a nadie le gustaba la idea de atravesar el pantano. En 162 a. C., Marco Cornelio Catego construyó un canal al lado de la vía Apia para descongestionar el tráfico y proveer una ruta alterna cuando la calzada necesitaba de reparaciones. Los romanos preferían usar el canal.

### A lo largo de la costa
La vía Apia empezaba su tramo costero en Tarracina. Los romanos la hicieron más recta, es decir, la enderezaron con gigantescos cortes que hoy en día forman acantilados. Desde allí, un camino salía hacia el norte y la ciudad de Capua, donde en ese entonces concluía. Las Horcas Caudinas no estaban muy distantes hacia el norte. El itinerario común era Ariccia, Tres Tabernas, Appii Forum, Tarracina, Fundi, Formiae, Minturnae (Minturno), Sinuessa (Mondragone), Casilinum y Capua, aunque algunas de estas colonias se añadieron después de las guerras samnitas. La longitud de la vía era de 212 km. La ruta original no tenía ningún adoquín, ya que en ese entonces no era muy común usarlos. Algunos sobrevivieron desde aquellos tiempos hasta el día de hoy, incluyendo el primer adoquín cerca de la porta Appia.

### Resultado de su construcción
La vía consiguió su propósito. El resultado de la tercera guerra samnita fue al final favorable a Roma. En una serie de golpes de mano, los romanos cambiaron su suerte, obligando a Etruria a pactar en 311 a. C., el mismo año de su revuelta, y Samnio en 304 a. C. La vía fue el factor que les permitió concentrar sus fuerzas lo suficientemente rápido y mantenerles adecuadamente provistos para convertirse en un oponente formidable.

### Extensión hacia Benevento
La tercera guerra samnita (289-290 a. C.) quizá tiene el nombre equivocado. Fue un intento generalizado de todos los vecinos de Roma: itálicos, etruscos y galos, de contrarrestar el poder de Roma. Los samnitas fueron el pueblo que lideró la conspiración. Roma infligió un golpe decisivo a los norteños en la batalla de Sentinum en Umbría en 295 a. C. Los samnitas lucharon solos.
Roma entonces colocó 13 colonias en la Campania y en Samnio. Debió de ser en esta época cuando extendieron la vía Apia 57 km más allá de Capua, después de las horcas caudinas hasta un lugar que los samnitas llamaban Maloenton, «paso de las multitudes». El itinerario añadió Calatia, Caudium y Benevento (aún no llamado de esa manera). Aquí acabó también la vía Latina.

## Después de su construcción

### Espartaco

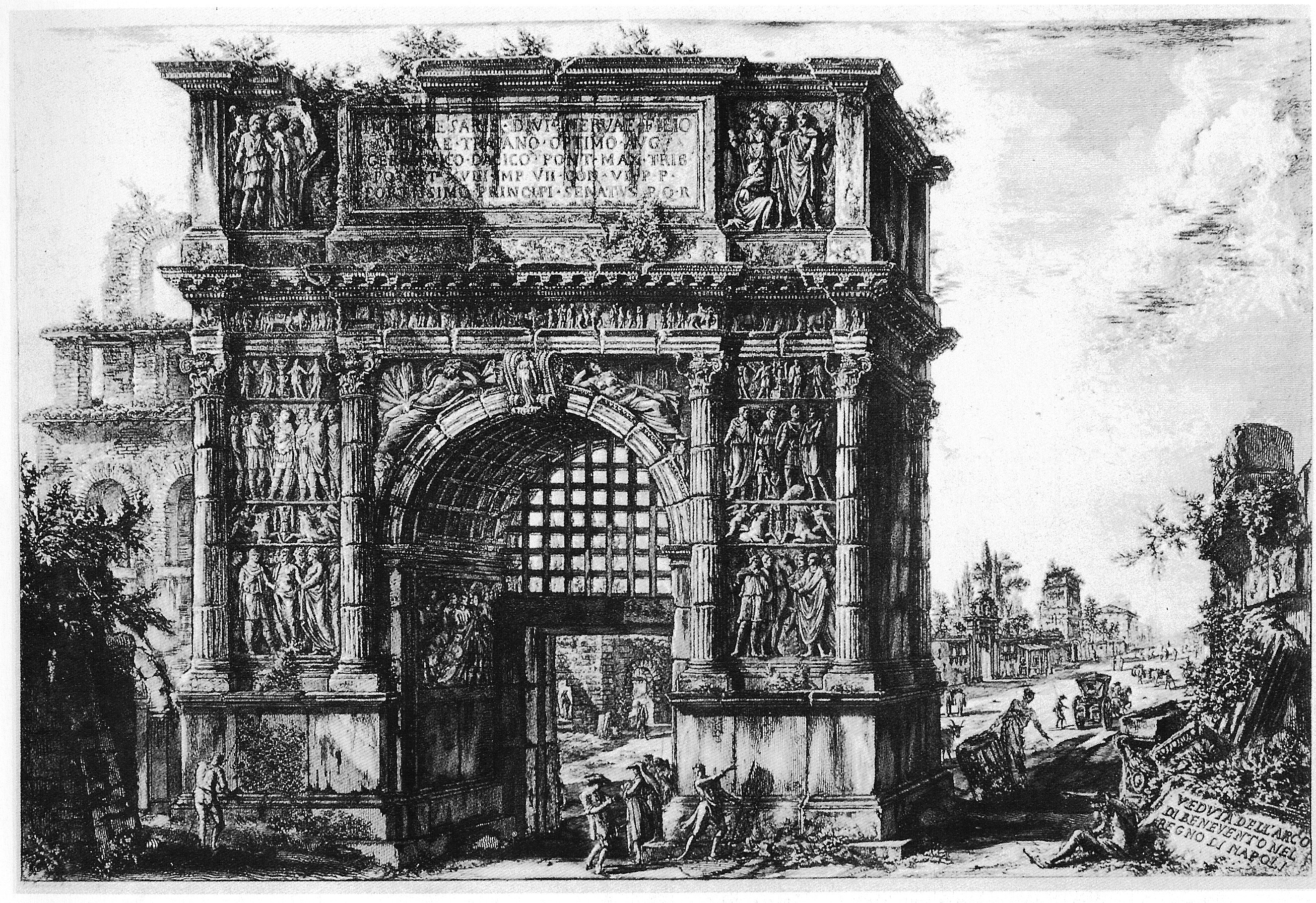
El Arco de Trajano como lucía en el, según un dibujo de Piranesi. Benevento, Italia.

Este fue el caso de la revuelta de los esclavos, conocida como la tercera guerra servil; provocada por el ex-gladiador de Capua, Espartaco. Este tracio derrotó a muchos ejércitos romanos, pero sin querer colocó a sus fuerzas en la trampa histórica de Apulia / Calabria, donde les esperaba un ejército cuantioso de romanos los cuales masacraron a los rebeldes.Tras la victoria, los romanos juzgaron que los esclavos habían roto su contrato y habían perdido el derecho a vivir. En 71 a. C. los supervivientes fueron ejecutados por crucifixión, un método estándar. Se calcula que más de 6000 personas fueron crucificadas a lo largo de la Vía Apia en el trayecto entre Roma y Capua.

### Trajano
El emperador Trajano construyó la vía Trajana como una extensión de la vía Apia desde Benevento, hacia Brindisi vía Canusio y Bari en vez de Tarento. Para su inauguración se erigió un arco triunfal en honor del emperador donde comenzaba la calzada en Benevento.

### Ciudades de la Vía Apia
| Roma                                | Roma | Roma              |
| ----------------------------------- | ---- | ----------------- |
| Bovillae                            |      |                   |
| Fratocchie                          |      |                   |
| Castel Gandolfo (Castillo Gandolfo) |      |                   |
| Albano (Alba Longa)                 |      |                   |
| Aricia                              |      |                   |
| Tres Tabernae (Tres Tabernas)       |      |                   |
| Forum Appii (Foro Apio)             |      |                   |
| Lanuvio (Lanuvium)                  |      |                   |
| Cisterna Latina                     |      |                   |
| Tor Tre Ponti                       |      |                   |
| Faiti                               |      |                   |
| Ad Medias (Mesa)                    |      |                   |
| Terracina                           |      |                   |
| Fondi                               |      |                   |
| Itri                                |      |                   |
| Formia                              |      |                   |
| Minturno (Minturnae)                |      |                   |
| Mondragone (Sinuessa)               |      |                   |
| Capua (Casilinum)                   |      |                   |
| Santa María Capua Vetere (Capua)    |      |                   |
| Maddaloni                           |      |                   |
| Horcas Caudinas (Furculae Caudinae) |      |                   |
| Montesarchio                        |      |                   |
| Ponte Corvo (Puente Cuervo)         |      |                   |
| Benevento                           |      |                   |
| Aeclano (Aeclanum)                  |      | Troia             |
| Frigento                            |      | Herdonia - Ordona |
| Aquilonia                           |      | Cerignola         |
| Venosa                              |      | Canosa di Puglia  |
| Gravina in Puglia                   |      | Ruvo di Puglia    |
| Tarento                             |      | Bitonto           |
| Masserta - Misicuro                 |      | Bari              |
| Oria                                |      | Mola di Bari      |
| Mesagne                             |      | Monopoli          |
|                                     |      | Egnazia           |
| Brindisi                            |      |                   |